# Крейсер ППО

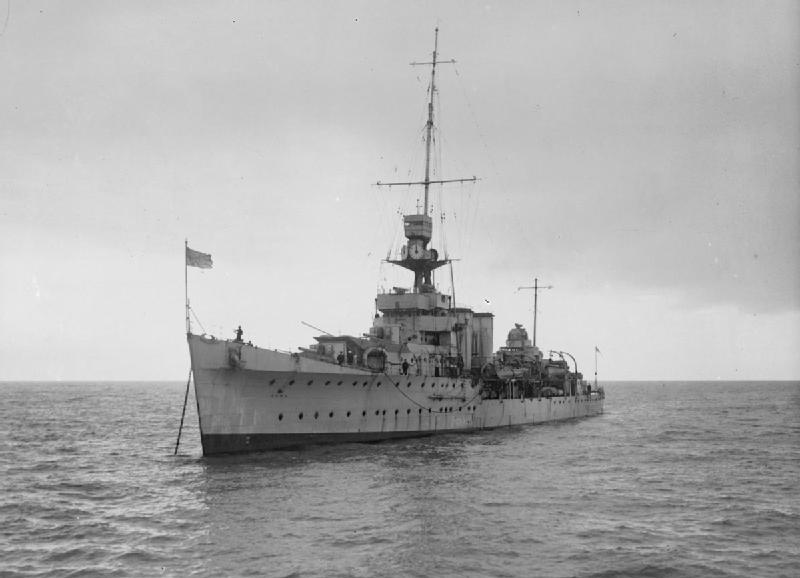
Британський крейсер ППО HMS «Калькутта». Королівський ВМФ Великої Британії

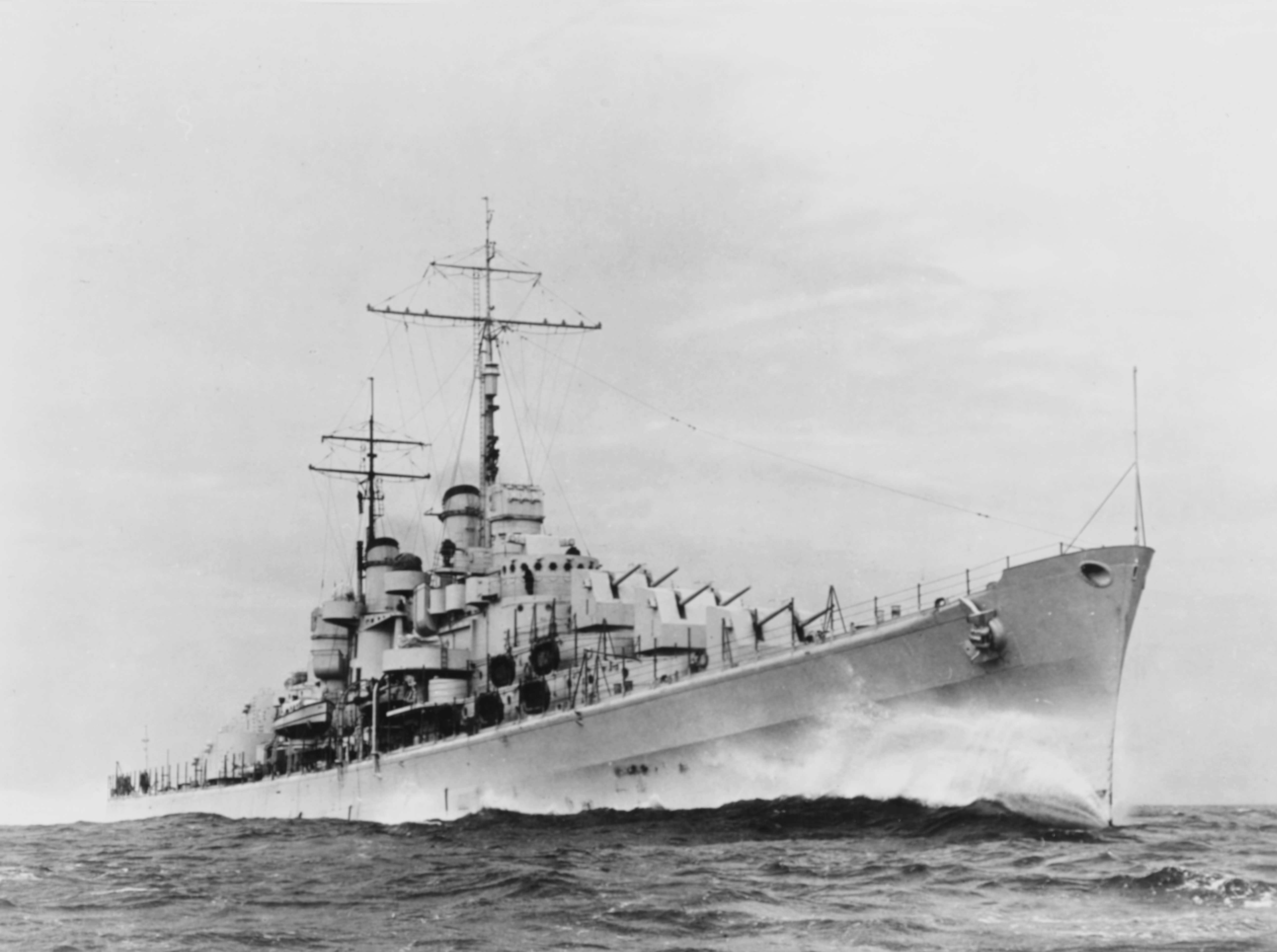
Американський крейсер протиповітряної оборони USS «Атланта». Військово-морські сили США

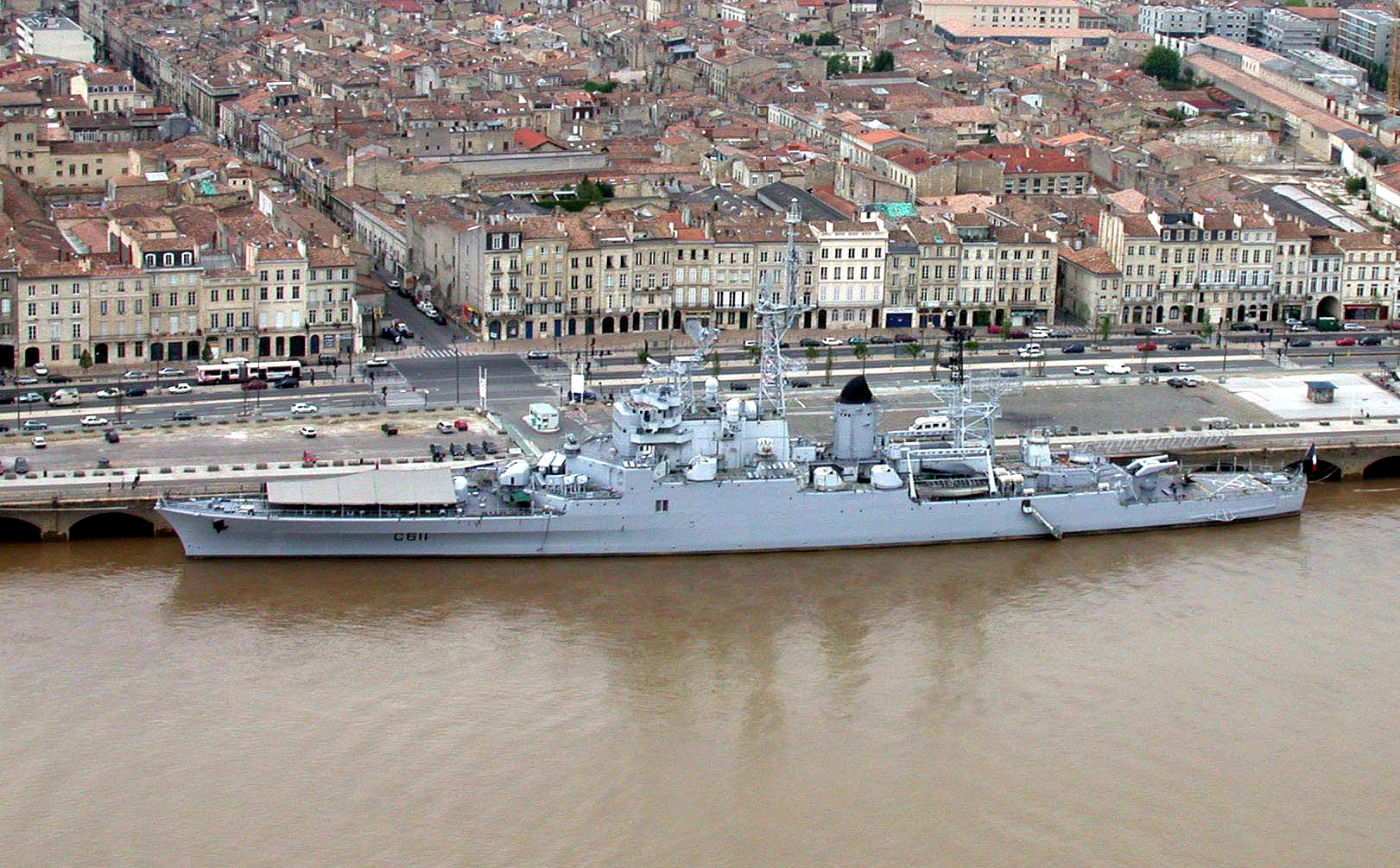
Французький крейсер ППО «Кольбер» в порту Бордо. Військово-морські сили Франції

Крейсер ППО (крейсер протиповітряної оборони) — бойовий надводний корабель, підклас швидкісних артилерійських крейсерів, основною особливістю якого було оснащення універсальними артилерійськими системами головного калібру, призначеними, насамперед, для протиповітряної оборони з'єднань флоту. Будувалися або планувалися до спуску на воду у флотах ряду країн у 1930 -1950-х роках. Активно використовувалися в битвах Другої світової війни.
Термін «крейсер ППО» в офіційній військово-морській класифікації вживався рідко. Здебільшого він застосовувався лише до американських крейсерів типу «Атланта». Водночас фахівці традиційно відносять до крейсерів ППО цілу групу типів легких крейсерів ВМС Великої Британії, США, Франції, Італії та деяких інших держав.

## Представники класу
До видатних зразків довоєнних крейсерів ППО належать 11 британських крейсерів класу «Дідо», які вступили в стрій в 1940–1941 роках. Ці крейсери були озброєні десятьма 5,2-дюймовими (133-мм) гарматами у п'яти спарених поворотних баштах і шістнадцятьма 1,5-дюймовими (40-мм) та 0,4-дюймовими (12,7-мм) зенітними кулеметами. До числа крейсерів ППО належали також 11 американських кораблів класу «Атланта», що увійшли до строю в 1941–1942 роках. Ці бойові кораблі мали на озброєнні від дванадцяти до шістнадцяти 5-дюймових (127-мм) гармат у здвоєних баштах і сорок вісім 1,5-дюймових (40-мм) і 0,7-дюймових (20-мм) кулеметів. Озброєння цих кораблів, проте, виявилося легше, ніж у крейсерів ППО, побудованих кількома роками пізніше і набули нові якості, засновані на уроках, отриманих під час війни.

## Припинення використання
Прогрес у розвитку реактивної авіації, а також у галузі вдосконалення авіаційної зброї суттєво знизив ефективність зенітної артилерії великого і середнього калібру. Роль кораблів ППО перейшла до бойових одиниць, оснащеним зенітно-ракетними комплексами — ракетних крейсерів та есмінців. Один з останніх крейсерів ППО, французький "Кольбер" у ході модернізації також отримав замість частини  зенітних гармат ЗРК "Masurca".  